# عمارت و باغ تاریخی چوکام
عمارت و باغ تاریخی چوکام یکی از عمارت‌های تاریخی استان گیلان است و در شهرستان خمام و شهر چوکام واقع شده است. این اثر مربوط به دوره قاجار است و در تاریخ ۲۲ مرداد ۱۳۸۴ با شمارهٔ ثبت ۱۳۲۲۷ به‌عنوان یکی از آثار ملی ایران به ثبت رسیده است.